# Qamışlıgöl
Qamışlıgöl è un comune dell'Azerbaigian situato nel distretto di Cəlilabad. Conta una popolazione di 459 abitanti.